# Orsay
Orsay är en stad och kommun i departementet Essonne i regionen Île-de-France i norra Frankrike belägen cirka 18 kilometer sydöst om huvudstaden Paris. Kommunen ligger i kantonen Orsay som tillhör arrondissementet Palaiseau. År 2022 hade Orsay 16 655 invånare.
Orsay är främst ett forskningscentrum och här finns bland annat ett kärnforskningsinstitut i Université Paris-Saclay som upprättades i slutet av 1950-talet. Kollektivtrafik från Orsay till Paris sköts med pendeltåget RER B.

## Befolkningsutveckling
Antalet invånare i kommunen Orsay
| Referens: INSEE |